# تپه میریونس
تپه میریونس مربوط به هزاره دوم قبل از میلاد است و در شهرستان ممسنی، بخش رستم، دهستان رستم ۲، سمت چپ جاده روستای دهنو سادات به دهنو مقیمی واقع شده و این اثر در تاریخ ۲۳ بهمن ۱۳۸۵ با شمارهٔ ثبت ۱۷۲۶۴ به‌عنوان یکی از آثار ملی ایران به ثبت رسیده است.